# Mustapha Amari
Mustapha Amari (* 25. Februar 1994 in Lößnitz) ist ein deutsch-algerischer Fußballspieler.

## Karriere
Amari war bis 2012 in den Jugendmannschaften des FC Erzgebirge Aue aktiv. Dann schloss er sich dem Halleschen FC an. Ab 2012 wurde Amari in der Reservemannschaft des HFC eingesetzt. In der Oberligasaison 2013/14 war er deren bester Torschütze. In derselben Saison kam er auch zu zwei Einsätzen in der Profimannschaft. Zu Beginn der Saison 2014/15 fuhr er mit den Profis ins Trainingslager. Zu weiteren Einsätzen in der 3. Liga kam es jedoch nicht, da er kurz vor Ende der Wechselfrist zum VfL Halle 1896 in die Oberliga Nordost wechselte.